# Dyapasandra, Malur
Dyapasandra là một làng thuộc tehsil Malur, huyện Kolar, bang Karnataka, Ấn Độ.